# Cuzieu, Loire
Cuzieu là một xã trong tỉnh Loire miền trung nước Pháp.